# Historia animalium (livro de Gessner)

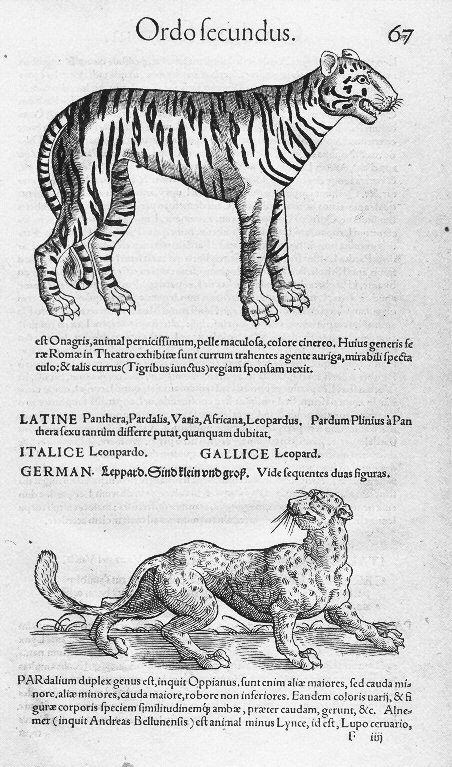
Tigre e leopardo, Livro 1: Quadrúpedes Vivíparos

Historia animalium ("História dos Animais"), publicado em Zurique em 1551-1558 e 1587, é um "inventário enciclopédico da zoologia renascentista" de Conrad Gessner (1516-1565). Gessner era médico e professor no Carolinum em Zurique, o precursor da Universidade de Zurique. A Historia animalium, após homônima de Aristóteles, é a primeira obra zoológica moderna que tenta descrever todos os animais conhecidos e a primeira bibliografia de escritos de história natural. Os cinco volumes de história natural dos animais cobrem mais de 4 500 páginas.

## Visão geral

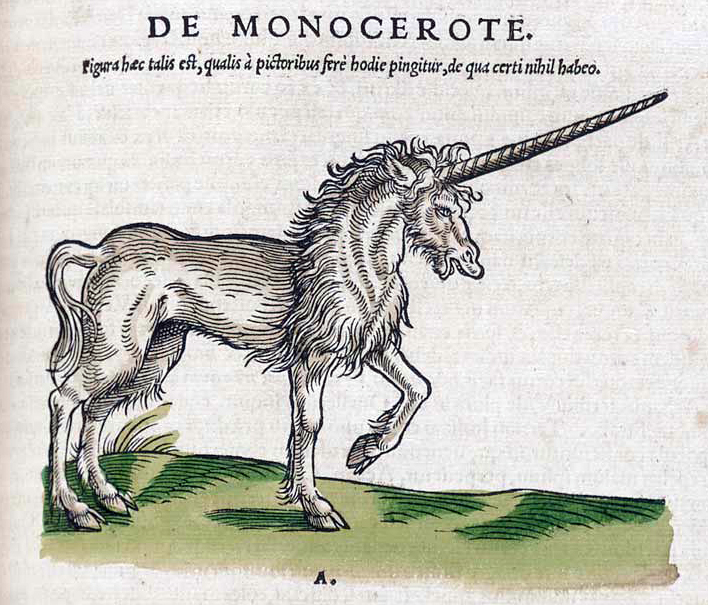
Unicórnio

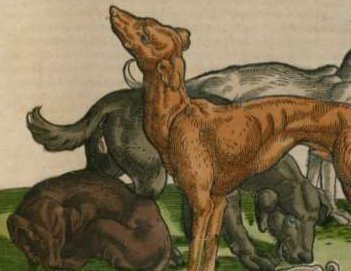
Cães de caça, livro 1

A Historia animalium foi a magnum opus de Gessner, e foi a mais lida de todas as histórias naturais do Renascimento. A obra generosamente ilustrada era tão popular que o resumo de Gessner, Thierbuch ("Livro Animal"), foi publicado em Zurique em 1563, e na Inglaterra Edward Topsell traduziu e condensou-o como uma Historie of quadrúpedes beastes (Londres: William Jaggard, 1607). O trabalho monumental de Gessner tenta construir uma conexão entre o antigo conhecimento do mundo animal, seu título é o mesmo de Aristóteles sobre os animais e o que se sabia na época. Ele então acrescenta suas próprias observações e as de seus correspondentes, na tentativa de formular uma descrição abrangente da história natural dos animais.
A Historia animalium de Gessner é baseada em fontes clássicas. É compilado a partir de textos antigos e medievais, incluindo o conhecimento herdado de antigos naturalistas como Aristóteles, Plínio, o Velho, e Aelian. Gessner era conhecido como "o Plínio suíço". Para obter informações, ele confiou fortemente no Physiologus Physiologus.
Em suas obras maiores, Gessner procurou distinguir fato de mito e equívocos populares, e assim seu trabalho enciclopédico incluiu criaturas extintas e animais recém-descobertos das Índias Orientais, aqueles do extremo norte e animais trazidos do Novo Mundo. O trabalho incluía ampla informação sobre mamíferos, aves, peixes e répteis. Descreveu em detalhes seus hábitos e movimentos diários. Também incluiu seus usos na medicina e nutrição 
Historia animalium mostrou os lugares dos animais na história, literatura e arte. As seções de cada capítulo detalhavam o animal e seus atributos, na tradição do livro de emblemas. O trabalho de Gessner incluiu fatos em diferentes idiomas, como os nomes dos animais.

## Criaturas fantásticas
Houve vários estudos acadêmicos relacionados à inclusão de Gessner de algumas criaturas de aparência fantástica nos volumes, como o monge do mar, o bispo do mar ou o ictiocentauro.

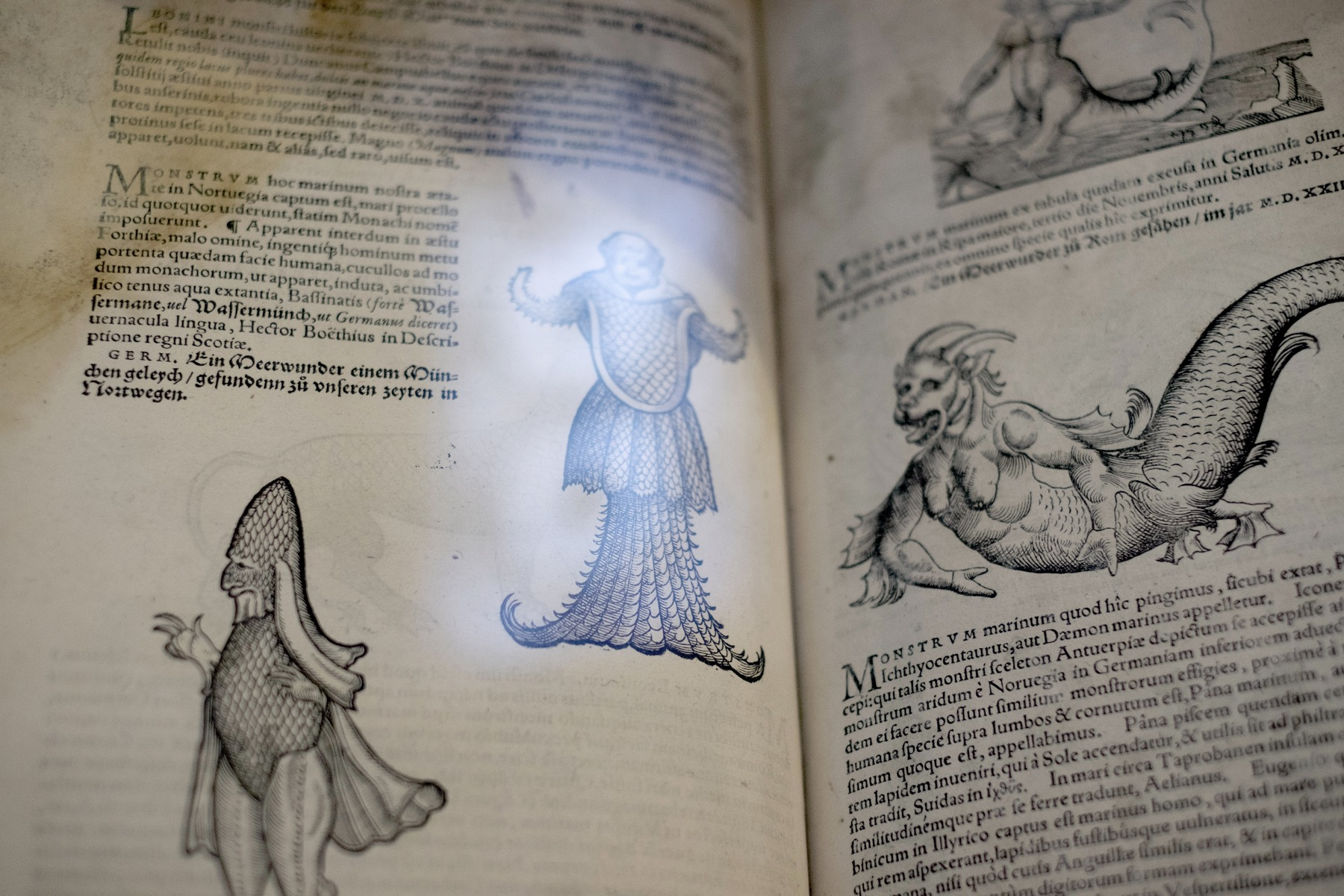
Criaturas fantásticas em uma cópia de Historia Animalium na The Portico Library em Manchester, Inglaterra.

Gessner estava ciente da falsificação no mercado de lojas de curiosidades, onde raios secos eram manipulados para se parecerem com dragões (por exemplo, Jenny Hanivers ). Também pode ter havido falsas criaturas parecidas com sereias sendo importadas da China pelos holandeses.
Além disso, interesses comerciais também podem ter motivado editores ou autores como Gessner a incluir tais criaturas para aumentar as vendas. Mas Gessner era conhecido por verificar meticulosamente os fatos, e foi sugerido que os editores podem ter interpolado o material quando Gessner não estava em condições de contradizê-los, uma vez que o autor já estava com uma doença mórbida na época dessas publicações. De fato, há o exemplo do Su da Patagônia, inserido postumamente na edição de Frankfurt de 1603.

## Conteúdo
- Volume 1: Animais quadrúpedes vivíparos ( quadrúpedes vivíparos) (1551).
- Volume 2: Postura de ovos (ovíparos) quadrúpedes (répteis e anfíbios) (1554).
- Volume 3: Pássaros (1555).
- Volume 4: Peixes e animais aquáticos (1558).
- Volume 5: Serpentes e escorpiões (incompleto, publicado postumamente em 1587).[4]

## Ilustrações

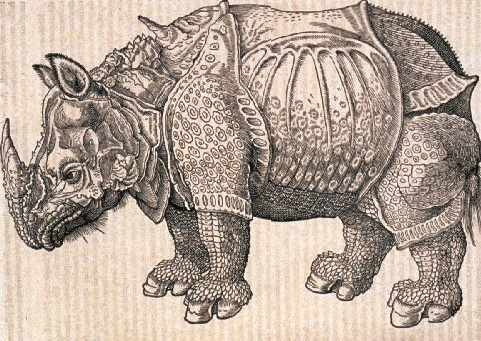
A cópia de Gessner do Rinoceronte de Dürer

As ilustrações coloridas em xilogravura foram as primeiras tentativas reais de representar os animais em seu ambiente natural. É o primeiro livro a ilustrar fósseis.
Gessner reconhece que um de seus principais ilustradores foi Lucas Schan, um artista de Estrasburgo. Ele provavelmente usou outros ilustradores, assim como ele mesmo; o livro é, no entanto, famoso por copiar ilustrações de outras fontes, incluindo o Rinoceronte de Durer de uma conhecida xilogravura de 1515. A história natural de Gessner era incomum para os leitores do século XVI no fornecimento de ilustrações.

## Censura
Havia uma tensão religiosa extrema na época em que a Historia animalium foi lançada. Sob o Papa Paulo IV, sentiu-se que as convicções religiosas de um autor contaminavam todos os seus escritos, e como Gessner era protestante, foi adicionado à lista de livros proibidos da Igreja Católica.